# Xã Homestead, Quận Chase, Kansas
Xã Homestead (tiếng Anh: Homestead Township) là một xã thuộc quận Chase, tiểu bang Kansas, Hoa Kỳ. Năm 2010, dân số của xã này là 45 người.